# کلسیم (I) کلرید
کلسیم(I) کلرید (به انگلیسی: Calcium(I) chloride) با فرمول شیمیایی CaCl یک ترکیب شیمیایی است. که جرم مولی آن ۷۵٫۵۳ g/mol می‌باشد. شکل ظاهری این ترکیب، گاز است.